# Basílica de San Pedro Apóstol
La Basílica Menor de San Pedro Apóstol o simplemente Basílica de San Pedro, es un templo de la Iglesia católica ubicado en la parroquia San Pedro del Municipio Libertador de Caracas, Venezuela.
Fue construido en estilo neorrenacentista a semejanza de la Basílica de San Pedro de la Ciudad del Vaticano, en proporciones menores a esta y está catalogada como basílica menor habiendo sido fundada en 1952. Fue declarada patrimonio cultural y es administrada por la Arquidiócesis de Caracas. Se encuentra muy cerca de la Ciudad Universitaria de Caracas, patrimonio de la Humanidad.

## Historia
Nace el 25 de marzo de 1952, creada junto a otras nueve por el Arzobispo de Caracas S.E. Dr. Monseñor Guillermo Castillo. Fue erigida canónicamente el 9 de abril de 1952, promovida por Monseñor Juan Reghezza, párroco fundador. La primera piedra fue bendecida por el Arzobispo de Caracas durante el pontificado del Papa Pio XII, el 29 de junio de 1953.
La primera Misa de la reciente parroquia fue realizada el 30 de marzo de 1952, un Domingo de Resurrección, era una capilla ambulante, se empleó como iglesia el garaje del colegio médico para el oficiante y el sol para los fieles asistentes; los ornamentos sacerdotales se encontraban en una cesta, la asistencia fue poca y señora Alcira Fonseca junto con la señora Mazzei fueron las sacristanas. 
La vida de la parroquia desde finales de la década de los 40 y mediados de los 50 se desarrolló en tres capillas de madera con techo de zinc, en diversas avenidas de la urbanización, estas fueron desmanteladas una vez listo el templo actual; el 1 de septiembre de 1949 cuando la Gobernación del antiguo Distrito Federal puso a la disposición la parcela y en 1952 la entregaron materialmente una vez legalizada la donación a la Junta Pro-templo. Después de un extenso debate de ideas en torno al estilo de la construcción entre lo clásico y lo moderno se decidió construirla de cabilla y cemento que era un material moderno y el estilo clásico antiguo, sin plagiarlo. Los planos fueron realizados por un arquitecto e ingeniero romano, el profesor Mario Redimi, gracias a la intervención de S. E. Giovanni Battista Montini, el arquitecto donó el proyecto en virtud de que únicamente cobró el costo del trabajo de los dibujantes de los planos. Tras muchas vicisitudes fue aprobado el proyecto por la comisión de Urbanismo del Consejo Municipal de Caracas en 1954.
A un año de la bendición de la primera piedra se comenzó la primera etapa con la construcción de la cripta (el espacio del teatro actualmente), que solucionaría inicialmente el problema del espacio para el culto;  la segunda etapa terminaría con la cúpula.
El 25 de diciembre de 1954 el Excelentísimo Señor Rafael Arias Blanco, Arzobispo Coadjutor de Caracas, celebraba la primera misa en la cripta bendiciendo un matrimonio. 
En 1956 se incorpora a la parroquia el Padre Ángel Mazzari, nombrado por Monseñor Arias, contribuyó notablemente en la labor religiosa de la parroquia. La Basílica fue solemnemente inaugurada el 29 de junio de 1959, en primera misa pontifical de Monseñor Arias.